# Lokostrelstvo
Lokostrelstvo je veščina streljanja puščice z lokom v tarčo, ki jo je človek nekdaj uporabljal za lov in bojevanje, v novejši dobi pa kot športno aktivnost. Lokostrelstvo je bilo del poletnih olimpijskih iger med letoma 1900 in 1912, od leta 1972 pa je ponovno del poletne olimpijade.